# Kelheim (stad)
Kelheim is een stad in de Duitse deelstaat Beieren. Het is de Kreisstadt van het Landkreis Kelheim. De stad telt 16.744 inwoners. 
De brug over de Donau is gelegen op Donaukilometer 2412,72. 
Boven de stad verheft zich de 120 m hoge Michelsberg met daarop de Befreiungshalle. 

## Bezienswaardigheden
De abdij van Weltenburg bevindt zich binnen het gemeentelijk grondgebied aan een meander van de Donau, drie kilometers stroomopwaarts van het stadscentrum.

## Geografie
Kelheim heeft een oppervlakte van 76,79 km² en ligt centraal in de deelstaat Beieren, aan de samenvloeiing van de Altmühl en de Donau (en gezien de gekanaliseerde Altmühl het laatste traject van het Main-Donaukanaal vormt, ook aan het eindpunt van de waterverbinding tussen het Rijn-Maingebied en de Donau).

## Stadsdelen
- Affecking
- Gundelshausen
- Herrnsaal
- Kapfelberg
- Kelheimwinzer
- Lohstadt
- Staubing
- Stausacker
- Thaldorf
- Weltenburg

Abensberg ·
Aiglsbach ·
Attenhofen ·
Bad Abbach ·
Biburg ·
Elsendorf ·
Essing ·
Ihrlerstein ·
Hausen ·
Herrngiersdorf ·
Kelheim (stad) ·
Kirchdorf ·
Langquaid ·
Mainburg ·
Neustadt an der Donau ·
Painten ·
Riedenburg ·
Rohr in Niederbayern ·
Saal an der Donau ·
Siegenburg ·
Teugn ·
Train ·
Volkenschwand ·
Wildenberg